# 20 dicembre
Il 20 dicembre è il 354º giorno del calendario gregoriano (il 355º negli anni bisestili). Mancano 11 giorni alla fine dell'anno.
È tipicamente l'ultimo giorno d'autunno, anche se il solstizio invernale può verificarsi, più raramente, il 20 dicembre stesso oppure il 22.

## Eventi
- 69 - Con la morte di Vitellio ha definitivamente fine la prima guerra civile imperiale romana
- 1375 – Simon da Borsano (1310 – Nizza, 1381), arcivescovo di Milano (1370 – 1376), è nominato cardinale da papa Gregorio XI
- 1577 – Un devastante incendio distrugge la Sala del Maggior Consiglio nel Palazzo Ducale di Venezia
- 1759 – Papa Clemente XIII pubblica l'enciclica "Appetente Sacro", sui vantaggi spirituali del digiuno
- 1803 – Viene completato l'acquisto della Louisiana
- 1845 – L'astronomo Karl Ludwig Hencke scopre l'asteroide 5 Astraea
- 1860 – La Carolina del Sud diventa il primo Stato a secedere dagli Stati Uniti
- 1915 – Le ultime truppe australiane vengono evacuate da Gallipoli
- 1917 – Viene fondata la Čeka, la prima polizia segreta dell'Unione Sovietica
- 1924 – Adolf Hitler viene rilasciato dalla prigione di Landsberg
- 1941
  - Seconda guerra mondiale: prima battaglia degli American Volunteer Group, meglio conosciuti come le Tigri Volanti, nel Kunming, Cina
  - Seconda guerra mondiale: i giapponesi sbarcano a Mindanao
- 1942 – Seconda guerra mondiale: i giapponesi bombardano Calcutta
- 1943 – Seconda guerra mondiale: nella battaglia di Changde i cinesi sconfiggono i giapponesi
- 1951 – Per la prima volta viene prodotta elettricità da un reattore nucleare sperimentale (EBR-1), costruito nelle vicinanze di Arco, nell'Idaho
- 1955 – Dopo un referendum, il governo britannico dichiara la città di Cardiff la capitale del Galles
- 1960 – Viene costituito il Fronte Nazionale per la Liberazione del Vietnam
- 1973 – Il primo ministro spagnolo Luis Carrero Blanco muore a Madrid a seguito di un attentato dell'ETA
- 1987 – Nelle Filippine il traghetto M/N Doña Paz collide con la petroliera MT Vector. L'incendio sviluppatosi ed il conseguente naufragio di entrambe le imbarcazioni causano il più grande disastro della storia della navigazione con più di 4000 vittime stimate.
- 1989 – Gli Stati Uniti inviano truppe a Panama per rovesciare il governo di Manuel Noriega
- 1995 – Il volo American Airlines 965 precipita a Cali, in Colombia, provocando la morte di 159 persone
- 1999
  - La Corte suprema del Vermont stabilisce che le coppie omosessuali hanno diritto agli stessi benefici e garanzie delle coppie eterosessuali
  - Il Portogallo restituisce Macao alla Repubblica Popolare Cinese
- 2007 – Un quadro di Pablo Picasso ed uno di Cândido Portinari vengono rubati dal Museo d'arte di San Paolo, in Brasile

## Nati
Ci sono circa 1 040 voci su persone nate il 20 dicembre; vedi la pagina Nati il 20 dicembre per un elenco descrittivo o la categoria Nati il 20 dicembre per un indice alfabetico.

## Morti
Ci sono circa 490 voci su persone morte il 20 dicembre; vedi la pagina Morti il 20 dicembre per un elenco descrittivo o la categoria Morti il 20 dicembre per un indice alfabetico.

## Feste e ricorrenze

### Civili
Internazionali: 
- Giornata internazionale della solidarietà umana

### Religiose
Cristianesimo:
- Santi Abramo e Coren, confessori
- Sant'Ammone e compagni, martiri di Alessandria
- San Baiulo, martire a Roma
- San Domenico di Silos, abate benedettino
- San Filogonio di Antiochia, vescovo
- San Liberale di Roma (o Liberato), martire
- San Lorenzo Company, mercedario
- San Vincenzo Romano, sacerdote
- Sant'Ursicino del Giura, eremita
- San Zefirino, papa
- Beato Giovanni de Molina, mercedario
- Beato Michał Piaszczyński, sacerdote e martire

Religione romana antica e moderna:
- Sigillaria
- Ludi Saturnali, quarto giorno
- Ludi del Sole, secondo giorno

Wicca:
- 2006 – Luna fredda